# Fesoterodine
 (février 2021).
La fésotérodine ( DCI, utilisée comme fumarate sous le nom de la marque Toviaz ) est un médicament antimuscarinique développé par Schwarz Pharma AG pour traiter le syndrome de la vessie hyperactive (OAB). Il a été approuvé par l'Agence européenne des médicaments en avril 2007  par la Food and Drug Administration des États-Unis le 31 octobre 2008  et par la Santé Canada le 9 février 2012.
La fésotérodine est une prodrogue. Il est décomposé en desfésotérodine , son métabolite actif, par les estérases plasmatiques.

## Efficacité
La fésotérodine a l'avantage de permettre un dosage plus flexible que les autres antagonistes muscariniques. Sa tolérance et ses effets secondaires sont similaires à ceux des autres antagonistes muscariniques et, en tant que nouveau médicament, il semble peu probable qu'il modifie considérablement les pratiques de traitement de la vessie hyperactive. 
Une étude japonaise de 2017 a montré que l'urgence et l'incontinence par impériosité sont améliorées après 3 jours d'administration du médicament. Une efficacité totale semble  être atteinte  après 7 jours d'administration avec une résolution de  l'hyperactivité vésicale  chez 88% des patients.